# Référendum de 2021 à Gibraltar
Un référendum a lieu le 24 juin 2021 afin que la population du territoire britannique d'outre-mer de Gibraltar se prononce sur la légalisation partielle de l'avortement volontaire. Initialement prévu le 19 mars 2020, il est reporté de plus d'un an à cause de la propagation de la pandémie de Covid-19.
La légalisation est approuvée à une large majorité de près de 63 % des suffrages exprimés et entre en vigueur le 15 juillet 2021.

## Contexte
Maitresse de ses lois de par son statut de territoire autonome du Royaume-Uni, Gibraltar possède avec Malte la législation la plus stricte d'Europe sur la question de l'avortement. L'interruption volontaire de grossesse est ainsi interdite quel que soit le motif par la Section 16 du Crime Act de 2011, qui punit les femmes enceintes y ayant recours de même que les praticiens à une peine de prison à vie, et tous ceux les ayant aidés à un maximum de cinq ans de prison,,.
En pratique, cette loi jugée « draconienne » amène bon nombre de femmes à faire le déplacement dans l'Espagne voisine pour s'y faire avorter à leur frais, voire à recourir à un avortement clandestin. Dans les deux cas, l'illégalité de cette pratique empêche les femmes concernées de révéler leur passé médical en cas de complications une fois revenues chez elles, une situation que dénoncent les associations de protections des droits des femmes, qui pointent également du doigt le traumatisme des femmes concernées.

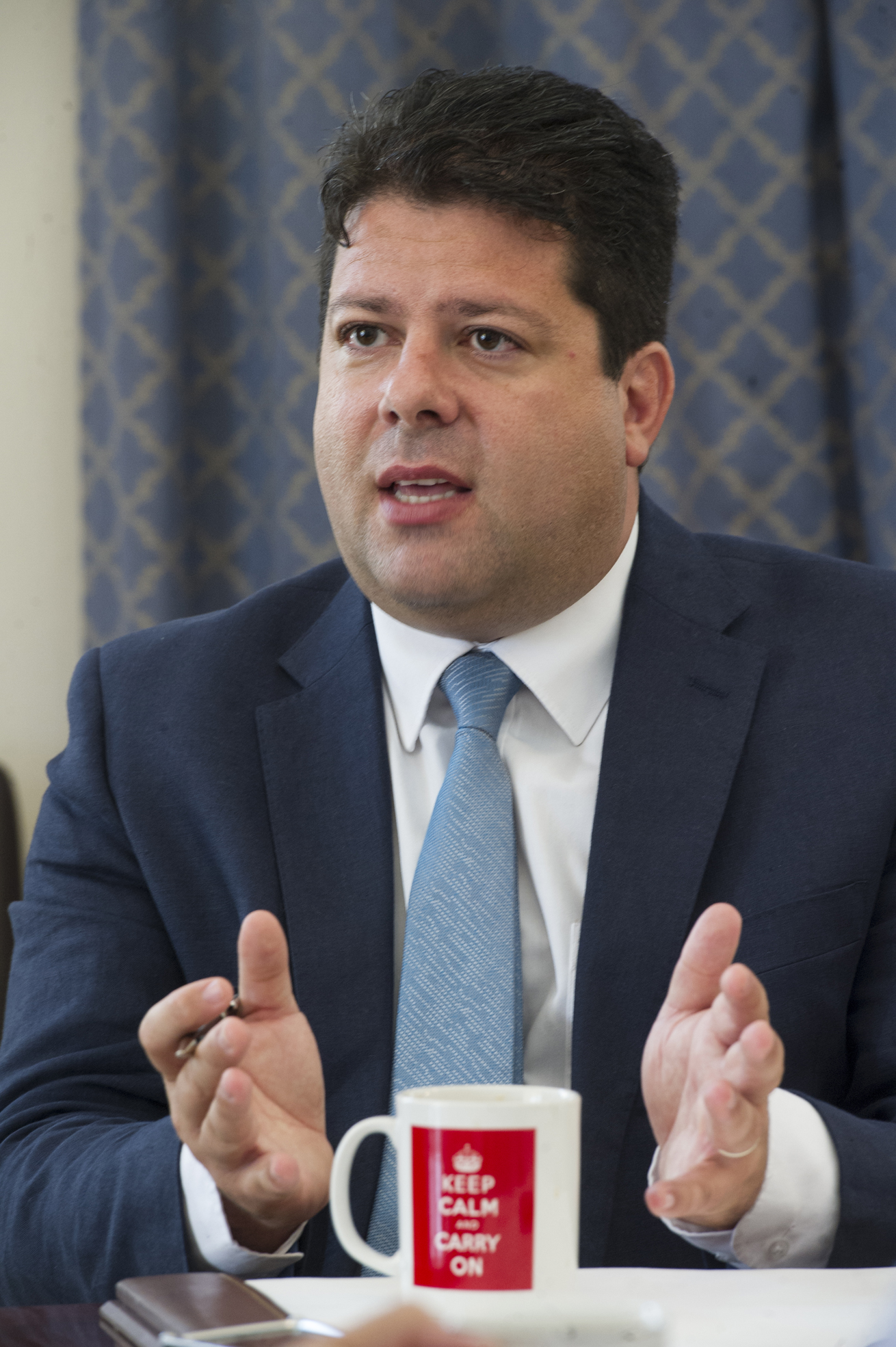
Fabian Picardo.

En juin 2018, la Cour suprême britannique annonce ne pas pouvoir se prononcer sur l'interdiction similaire appliquée en Irlande du Nord pour des raisons de procédure, tout en précisant qu'elle aurait autrement jugé celle ci « incompatible » avec la Convention européenne des droits de l'homme. Courant 2019, les députés britanniques légalisent l'avortement et le mariage homosexuel en Irlande du Nord à la faveur de la crise politique bloquant depuis plus d'un an la formation d'un gouvernement nord-irlandais. Cette situation conduit le gouvernement gibraltarien à mettre en œuvre une légalisation partielle afin de s'aligner à l'avance sur cette décision,.
Le gouvernement de coalition du Ministre en chef Fabian Picardo, composé du Parti travailliste-socialiste et du Parti libéral, met en œuvre un amendement de la loi — le Crimes (Amendment) Act 2019 — qui est voté le 12 juillet 2019 par 10 voix pour contre 7. L'opposition, principalement composée du parti des Sociaux-démocrates vote contre, à l'exception de la députée Marlene Hassan Nahon, du parti Ensemble Gibraltar, tandis que les députés de la majorité votent pour à l'exception du travailliste-socialiste Albert Isola. Au vu des « opinions passionnées et opposées sur la moralité de cette question », le gouvernement estime néanmoins nécessaire de soumettre l'amendement à un vote direct de la population. La motion de mise au vote populaire est votée le même jour à l'unanimité par le parlement, qui laisse cependant au gouvernement le choix de la date du scrutin en raison de la proximité des élections législatives d'octobre 2019, la question de la légalisation de l'avortement devenant un thème de campagne. Les élections sont remportées par la coalition gouvernementale sortante, qui conserve sa majorité de dix sièges au parlement. Fort de son nouveau mandat, le gouvernement fixe le 19 décembre suivant la date du scrutin au 19 mars 2020. Le droit de vote est exceptionnellement abaissé à seize ans à cette occasion, tandis qu'un encadrement de la campagne référendaire fixe à 50 000 Livre sterling le montant maximum pouvant être dépensées par chacune des campagnes respectivement « Pour » ou « Contre » l'amendement, une somme pouvant être remboursée en totalité par les autorités.

## Report
Le référendum est cependant reporté à une date indéterminée sept jours avant la date prévue à cause de la propagation de la pandémie de coronavirus, le gouvernement jugeant que ses conséquences sur la participation des personnes âgées risqueraient de remettre en cause la légitimité du scrutin. Début mars 2021, le gouvernement annonce prévoir de l'organiser au plus tard au mois de juin. Fabian Picardo soumet la date du 24 juin à un vote de l'assemblée, considérant que la chute du nombre d'infections et de personnes hospitalisées sur l'île permettra d'ici là de reprendre la campagne référendaire en securité. Les mesures sanitaires de distanciations sociales restent néanmoins en vigueur, et le gouvernement met en avant l'utilisation du vote postal. Le nouveau calendrier est acté le 14 mai.
Dès le mois de mars, le territoire parvient à vacciner l'ensemble de sa population adulte en ayant fait la demande.

## Objet
L'amendement propose de légaliser l'avortement volontaire d'une grossesse de moins de douze semaines dans les cas où mener celle-ci à son terme risque d'affecter la santé physique ou mentale de la mère - ce qui inclut les viols et les grossesses issus d'incestes. La limite de douze semaines n'est cependant plus prise en compte dans le cas d'un risque de malformation mortelle du fœtus, ou celui d'un impact grave et permanent sur la santé physique ou mentale de la mère, ou celui d'une mise en danger de la vie de la mère. Le pronostic médical doit être établi de bonne foi par deux médecins différents, reconnus par les autorités de santé de Gibraltar,. Les médecins ont par ailleurs la possibilité de refuser de pratiquer un avortement par objection de conscience. En dehors de ce cadre légal, l'avortement reste criminalisé, sous peine d'emprisonnement à vie,,. 
Aucune majorité qualifiée ni quorum de participation n'est requis pour valider le résultat du référendum, la majorité absolue des suffrages exprimés suffit,.

## Campagne
La question de la légalisation de l'avortement donne lieu à des manifestations, des pétitions ainsi que de nombreuses interventions d'universitaires sur le territoire, avivant le débat public. Fin janvier 2020, un groupe de soutien Gibraltar pour le Oui est officiellement formé. Composé de plusieurs associations féministes et laïques, le groupe reçoit le soutien de Fabian Picardo. Le Mouvement pro-vie de Gibraltar créé début janvier fait quant à lui campagne pour le Non en organisant plusieurs manifestations sur le « Rocher »,,. Le mouvement dépose le 19 février une plainte auprès du parlement, reprochant à Picardo d'avoir manqué à son devoir de neutralité en prenant publiquement position en tant que Ministre en chef.  Ce dernier réagit le jour même en réitérant son soutien au projet, protestant de son droit et de celui de son gouvernement à s'exprimer sur cette question, avant de rappeler que les référendums précédents avaient également vu les Ministres en chef de l'époque exprimer leur soutien à l'une ou l'autre position.
Outre Fabian Picardo, l'option du Oui est soutenue par Joseph Garcia et Marlene Hassan Nahon, respectivement à la tête du Parti libéral et d'Ensemble Gibraltar. Les trois chef de partis participent ainsi ensemble à une vidéo publiée le 19 juin appelant les électeurs à soutenir le projet de réforme.

## Résultats
| Choix                     | Votes  | %     |
| ------------------------- | ------ | ----- |
| Pour                      | 7 656  | 62,88 |
| Contre                    | 4 520  | 37,12 |
|                           |        |       |
| Votes valides             | 12 176 | 98,65 |
| Votes blancs et invalides | 167    | 1,35  |
| Total                     | 12 343 | 100   |
| Abstention                | 11 000 | 47,12 |
| Inscrits/Participation    | 23 343 | 52,88 |

Le Crimes (Amendment) Act 2019, qui définit les circonstances pouvant autoriser l'avortement à Gibraltar, doit-il entrer en vigueur ?
| Pour 7 656 (62,88 %) |  |  | Contre 4 520 (37,12 %) |
| ▲                    |  |  |                        |
| Majorité absolue     |  |  |                        |

## Suites
La légalisation est approuvée par une large majorité des suffrages exprimés (62,88 %), pour un taux de participation de 52,88 %. Plus d'un tiers des votants ont ainsi voté contre, une polarisation à laquelle le territoire est peu habitué. Saluant le résultat le lendemain, Fabien Picardo reconnait que cette légalisation est un « sujet sensible » mais une « étape nécessaire » pour Gibraltar,,,. La loi entre en vigueur le 15 juillet 2021.